# Evolução da bandeira de Portugal
Todos os símbolos de configuração da bandeira real ou nacional, e respectivas hipóteses de fundamentação, até meados do século XVIII, são unicamente conjecturas.

## c.a10951139–1143

1:1? ? (c. 1095)

A ostentação de bandeiras era algo de relativamente recente nesta época. As bandeiras derivavam dos escudos de armas usados pelos senhores feudais (o primeiro brasão tornado bandeira parece ter sido o do reino de Jerusalém, por concessão do Papa Urbano II).
O escudo do Condado Portucalense era o do conde D. Henrique, teria consistido numa simples cruz azul sobre fundo de prata (idêntico, curiosamente, ao brasão da cidade portuária de Marselha).
Duarte Nunes de Leão, na Cronica Brandão na Monarquia (3.part.lib.10.cap.17), diz que as cores com que era pintado o escudo de D. Afonso Henriques eram branco assentando nele uma cruz azul daquele feitio que se chama potentea, por ter a haste mais comprida que os braços.
A historicidade desta bandeira é discutível, pois grande parte das suas referências surgem aquando das grandes comemorações patrocinadas pelo Estado Novo Português em 1940, designadamente na Exposição do Mundo Português e inspiradas na criação teórica de Duarte Nunes de Leão e na monumental obra Monarchia Lusytana (século XVII) dos autores Cistercienses de Alcobaça.

## 1139–1143a1185

Por alturas da independência de Portugal, Afonso Henriques teria sobreposto à cruz azul do seu escudo os besantes (ou dinheiros), indicando assim que o dono desse escudo de armas poderia cunhar dinheiro — direito que era reservado aos reis, num sinal de clara afirmação de autonomia face a Afonso VII de Leão e Castela. Apesar de verossímil, porque consistente com outros gestos de afirmação de independência e realeza de Afonso Henriques, esta teoria carece de comprovação histórica. Não obstante, um motivo complementar pode ser considerado: os besantes, como pregos de aço que, podiam oferecer melhor fixação para as tiras de couro tingido a azul que constituíam a cruz, emprestando ao mesmo tempo maior solidez ao escudo de guerra de Afonso Henriques.
De acordo com a versão tradicional, esta inclusão dos dinheiros estaria relacionada com o  milagre de Ourique, segundo o qual Jesus Cristo teria aparecido ao rei, dando-lhe a vitória. Assim, Afonso Henriques teria colocado no seu escudo de armas os trinta dinheiros pelos quais Jesus foi vendido (ou segundo outra leitura, as suas cinco chagas). Note-se, contudo, que o suposto milagre de Ourique foi reproduzido séculos depois dos acontecimentos pelos monges de Alcobaça, além de que o número de besantes por escudete não estava ainda fixado em 5: o seu número variava (por vezes por simples questões estéticas ou de espaço), sendo comuns as configurações com 11 ou 13 besantes por escudetes (incompatíveis com a aritmética da simbologia cristã dos monges de Alcobaça).
Esta bandeira constitui a interpretação de Trindade Coelho (in Manual Político do Cidadão Portuguez), posto que a maior parte da bibliografia propõe, como bandeira deste período, uma idêntica à do conde D. Henrique. A proposta de Trindade Coelho tem a vantagem de dar uma possível explicação para o aparecimento dos besantes e dos escudetes.

## 1185a1245–1248

1:1 ? (1185)

O sucessor de D. Afonso Henriques, D. Sancho I, substituiria a cruz azul por cinco quinas da mesma cor. Diz a tradição que, do escudo que D. Afonso Henriques recebera do pai, com uma cruz azul, à qual sobrepusera os besantes, nada mais restava que os pregos que representavam os dinheiros e pequenos pedaços de couro azul que eles pegavam, dando assim a impressão dos cinco escudetes de quinas que ainda hoje a bandeira possui. A cruz azul desaparecia, assim, definitivamente e estava encontrado o elemento central das armas da nação nascente (esta teoria é uma curiosa interpretação de Trindade Coelho no seu Manual Político do Cidadão Portuguez, para explicar como surgiram os besantes e os escudetes). Os escudetes eram cinco, postos em cruz, sendo que os dos flancos se achavam derribados e apontados ao centro, e cada escudete estava semeado de um número elevado e indeterminado de besantes.

## 1245–1248a1383–1385

1:1 ? (1248)

De acordo com as práticas heráldicas da época, por não ser filho primogénito de  D. Afonso II, ao herdar o trono de seu irmão D. Sancho II por imposição do papa Inocêncio IV, Afonso III não poderia usar armas limpas, isto é, usar o brasão de seu pai sem introduzir alterações. Pensa-se que a introdução da bordadura vermelha castelada a ouro tivesse a ver com o facto de sua mãe (Urraca de Castela), ser castelhana ou, em menor probabilidade, influenciado pelo seu casamento com Beatriz de Castela.
No entanto, a tradição fixou outra história, corroborada por inúmeros cronistas ao longo da nossa história (Duarte Nunes do Leão, Frei António Brandão, etc.) — a de que os castelos representavam as fortalezas tomadas por Afonso III aos mouros no Algarve. Estes representam, assim, a integração do Reino mouro do Algarve na coroa de Portugal, doravante chamada de "Reino de Portugal e do Algarve". Estes cronistas referem vários castelos, não concordando, porém, entre si, quanto a quais (Albufeira, Aljezur, Cacela, Castro Marim, Estômbar, Faro, Loulé, Paderne, Porches e Sagres), pelo que, embora escrevam numa altura em que se achava já fixado em sete o número de castelos, aludem a um número superior. Foi nesta teoria que a comissão encarregue de propor o desenho da nova bandeira republicana, em 1910, se baseou para justificar heraldicamente a presença e o significado dos sete castelos na bordadura.
Desconhece-se o número exacto, quer de castelos na bordadura, quer de bezantes nos escudetes. A maioria dos heraldistas modernos concorda que a bordadura conteria um "semeado" de castelos de ouro, o que heraldicamente significa que não existiria um número fixo de castelos e ainda menos que cada um deles simbolizaria uma fortaleza específica. A fixação do número de castelos em sete, provavelmente por razões estéticas de adaptabilidade ao formato do escudo, só ocorreu na segunda metade do século XVI, seguindo-se posteriormente a sua associação simbólica a fortalezas tomadas por D. Afonso III no Algarve.

## 1385a1485

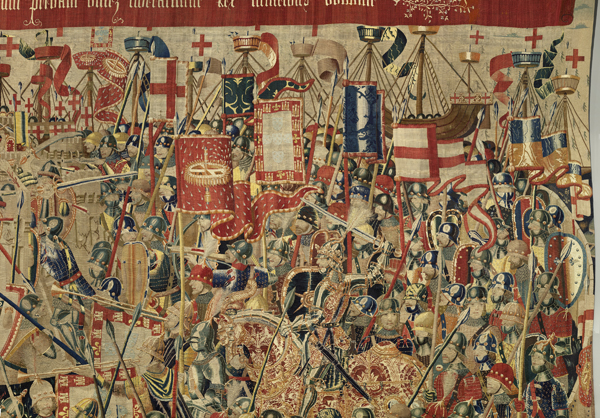
O estandarte português e de São Jorge ilustrados na tapeçarias de Pastrana, do final do século XV.

Com a subida ao trono do Mestre de Avis, D. João, produziu-se nova quebra na continuidade dinástica, já que não era filho legítimo de D. Pedro I; assim sendo, para se distinguir do predecessor (o seu meio irmão D. Fernando I), adicionou às armas nacionais a flor-de-lis verde que constituía o símbolo da Ordem de Avis, ficando cada uma das quatro pontas visível sobre a bordadura dos castelos.
É a primeira bandeira cuja historicidade está comprovada — todas as anteriores são reconstruções. Nomeadamente, esta bandeira aparece representada em obras da época, incluindo nas ilustrações das Crónicas de Jean Froissart e das Crónicas de Inglaterra de Jean de Wavrin, bem como nas Tapeçarias de Pastrana.
É também nesta época que surgem as primeiras referências ao uso do termo quina para designar os escudetes das armas nacionais.
Paralelamente à bandeira armorial de Portugal, generalizou-se o uso da chamada Bandeira de São Jorge, santo protector de Portugal na luta contra os Castelhanos. Esta bandeira consistia numa cruz vermelha firmada sobre campo branco, semelhante às bandeiras de Inglaterra, de Génova ou de Barcelona, que também tinham São Jorge por patrono. Esta bandeira continuará em utilização durante os reinados seguintes, sendo uma das que se destacam nas tapeçarias de Pastrana, que retratam a tomada de Arzila por D. Afonso V.
Em 1474, falece o rei de Castela, Henrique IV. O rei deixava como herdeira a sua filha Joana, chamada a Beltraneja pelos seus detractores, que apoiavam a meia-irmã de Henrique, Isabel, como candidata ao trono. Na esperança de fazer valer os direitos da sua filha, o defunto rei pedira ao cunhado, D. Afonso V que casasse com a sobrinha, no sentido de legitimar a sua débil posição como herdeira. Em 1475 D. Afonso dá sequência ao projecto de Henrique e casa com Joana, junta ao seu título régio o da Coroa de Castela (Rei de Castela, de Leão, de Portugal, de Toledo, de Galiza, de Sevilha, de Córdova, de Jáen, de Múrcia, dos Algarves d'Aquém e d'Além Mar em África, de Gibraltar, de Algeciras, e Senhor da Biscaia e de Molina) e procede também a uma alteração nas suas armas, exibindo um escudo esquartelado, com as armas de Portugal no I e IV quartéis, e as de Castela no II e III. No ano seguinte, quando invade Castela e é derrotado em Toro, é esta a bandeira que as suas hostes transportam- e é esta a bandeira que o quase-mítico alferes-mor Duarte de Almeida, o Decepado, defende com a maior valentia, tendo perdido ambas as mãos na defesa do estandarte nacional e acabando a segurá-lo com os dentes. É esta também a bandeira que acompanha o rei D. Afonso V na sua deslocação até França, onde tenta desesperadamente obter auxílio junto do rei Luís XI para prosseguir a guerra contra Isabel e Fernando de Aragão, seu marido.
Após a assinatura do Tratado das Alcáçovas-Toledo, em 1479, e a renúncia de D. Afonso V, em seu nome próprio, e no de sua mulher, D. Joana, à Coroa de Castela, voltou-se à anterior fórmula da bandeira nacional.

1:1 ? (1385)
1:1 ? Bandeira de S. Jorge.
1:1 ? (1475-1479)

## 1485a1495

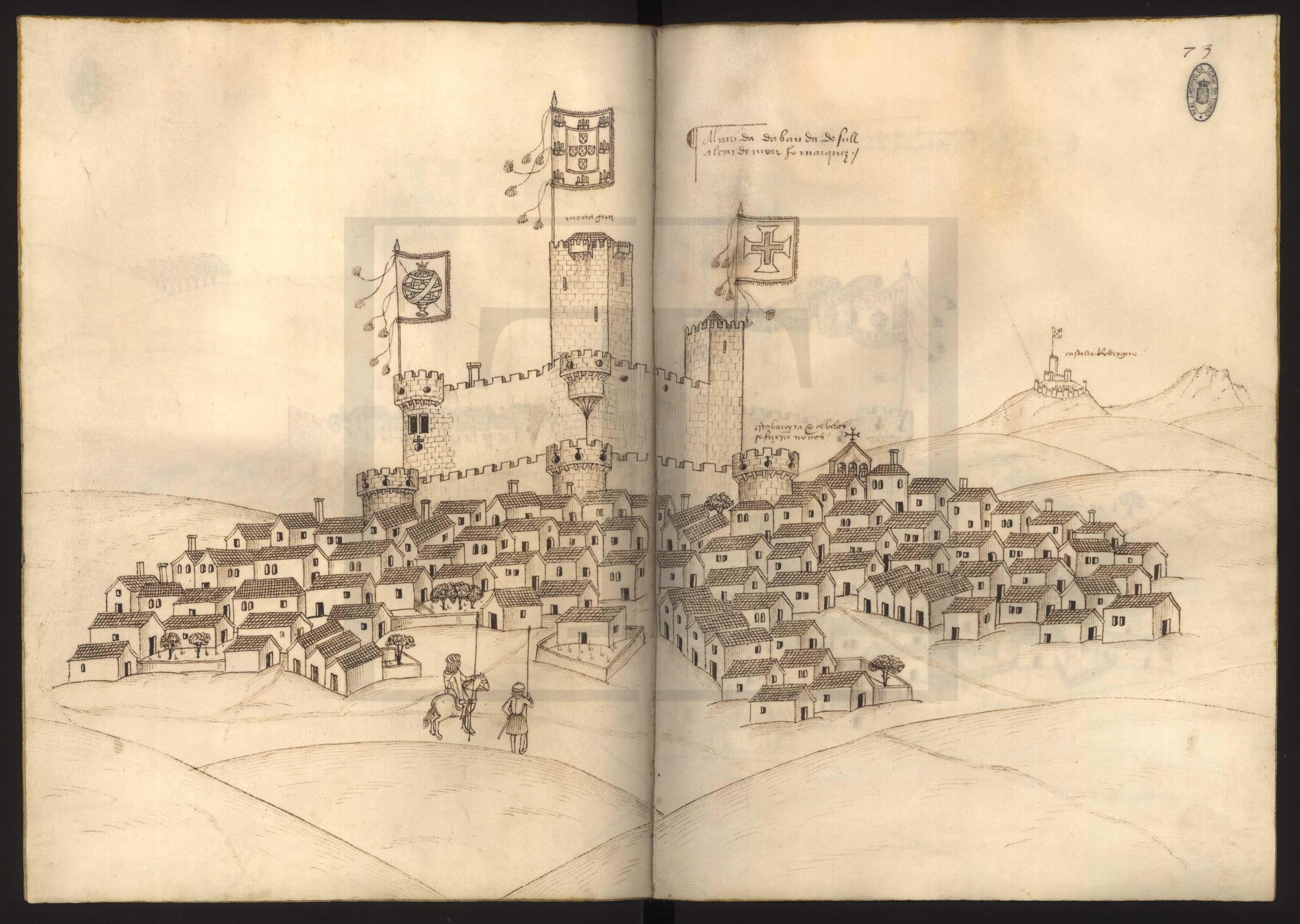
Castelo de Almeida em 1509, representado no Livro das Fortalezas, tendo nele arvoradas a bandeira de Portugal, bem como as bandeiras pessoal de D. Manuel I e da Ordem de Cristo

Um século volvido, D. João II foi o responsável pela elaboração do escudo de armas português tal como hoje o conhecemos, nos seus traços gerais. Foi também o último rei português a usar uma bandeira armorial. Assim, em 1485 (segundo o relato de Rui de Pina na sua crónica de D. João II) ordenou a supressão da flor-de-lis da Ordem de Avis da bandeira (por sentir que a mesma estava à margem da identidade nacional que o escudo dos castelos e quinas começavam a transmitir). Estabeleceu igualmente a colocação vertical das quinas laterais do escudo, uma vez que os escudetes derribados poderiam ser heraldicamente considerados como sinal de bastardia ou derrota, o que não era o caso. Finalmente, ordenou a fixação definitiva dos besantes em cada quina em cinco, dispostos em aspa (esta última deveu-se, em parte, à grande devoção que o soberano tinha pelas cinco chagas de Cristo).

1:1 ? (1485) Versão com 7 castelos

## 1495a1578
Dez anos depois, D. João II é sucedido pelo primo, o Duque de Beja, D. Manuel I. com o novo Rei a bordadura do escudo voltou a ser carregada com um número superior a sete castelos (embora também haja representações com apenas sete), terminando em forma de cunha. Igual forma assumiam os pequenos escudetes no seu interior. Por fim, D. Manuel I ordenou que sobre o escudo fosse colocada uma coroa real aberta, símbolo de autoridade régia e da centralização do Estado que tanto ele como o seu antecessor procuraram levar a cabo.
Vários autores indicam que, neste reinado - ou mesmo já no reinado anterior - teria sido feita uma alteração à bandeira. As armas reais teriam passado a estar assentes sobre um campo branco de formato quadrangular ou rectangular (até aqui, a bandeira mais não era que a quadratura do escudo de armas — uma bandeira armorial). Apesar desta bandeira vir incluída em quase todas as histórias da Bandeira de Portugal, o seu uso é discutível, já que, na iconografia da época, aparece sempre a bandeira armorial de 1485, pelo menos, até ao reinado de D. Sebastião.
Refira-se, ainda, que, durante o reinado de D. Manuel, devido à intensa actividade marítima, é frequentemente usado como pavilhão naval português a bandeira da Ordem de Cristo, já que é esta a grande ordem ligada às viagens de expansão.
Também é bastante usado o estandarte pessoal do Rei. É usada uma versão em que a esfera armilar aparece sobre um campo franchado de branco e vermelho e outra em que está sobre um campo talhado.
Com a subida ao trono d D. João III, procedeu-se a alterações menores no formato e composição do escudo. Seguindo o gosto humanista, típico da época, estabeleceu-se o formato redondo na parte inferior do escudo (formato dito português), acompanhando as quinas a mesma alteração. Foi neste reinado que o número dos castelos parece ter voltado definitivamente aos sete.

1:1 ou 2:3 ? (1495)
1:1 ou 2:3? (1495)
1:1 ? Bandeira da Ordem de Cristo
1:1 ou 2:3 ? (1500) Bandeira no mar
1:1 ou 2:3 ? (1495) Estandarte pessoal de D. Manuel I
1:1 ou 2:3? (1495) Estandarte alternativo pessoal de D. Manuel I
1:1 ou 2:3? (1521)

## 1578a1580
Pouco antes de embarcar para África e de perder a vida em Alcácer-Quibir, D. Sebastião ordenou uma mudança aparentemente insignificante, mas de grande significado político — procedeu à substituição da coroa aberta por uma coroa real fechada. Este pormenor simbolizava o reforço da autoridade régia através da conquista de Marrocos e da obtenção de um título imperial, que a coroa fechada simbolizava. De igual forma, ao gosto da época maneirista, regressou-se ao escudo em formato ogival. Parece ter sido a primeira bandeira portuguesa com formato rectangular; anteriormente todas eram quadrangulares.
O decreto de D. Sebastião relativo à bandeira determinou também que, doravante, e à semelhança do que já antes fizera D. João II, se estabelecesse para sempre em número de sete os castelos na bordadura.
De observar que, na altura em que D. Sebastião partiu para o Norte de África, usava um estandarte pessoal carmesim, com as Armas Reais bordadas numa face e a imagem de Cristo na outra.

2:3 ? (1578)
Estandarte real de D. Sebastião.

## 1580a1640
Durante o governo dos Filipes, uma vez que o reino de Portugal permanecia,de jure, separado dos demais domínios dos Habsburgos de Espanha, Portugal manteve as suas armas e bandeira. Este facto decorre do princípio de união dinástica, segundo o qual existiam na Península Ibérica dois reinos diferentes com um só rei.
Foi nas armas familiares do ramo espanhol da casa de Áustria (Habsburgos de Espanha) que se verificou uma mudança, com a sobreposição do escudo português aos escudos dos outros reinos peninsulares Leão-Castela/ Aragão-Nápoles-Sicília). Esta honrosa posição do escudo português no conjunto armorial dos domínios da Coroa Hispânica fora um dos pontos mais debatidos entre o Cardeal D. Henrique e Filipe II (através dos seus plenipotenciários em Lisboa, Cristóvão de Moura e o Duque de Ossuna). A partir do momento em que o rei português compreendeu que seria impossível resistir à pressão castelhana para a absorção de Portugal, o velho cardeal pediu ao monarca espanhol que o escudo de armas português ocupasse um dos lugares mais distintos nas suas novas armas (eventualmente, todo o primeiro quartel do escudo, onde se achavam as armas de Leão e Castela, reformulando a localização dos demais brasões dentro do escudo). Os embaixadores de Filipe-II recusaram esta proposta, por considerarem que Sua Majestade Católica não poderia fazer tão notável agravo aos mais antigos domínios da sua monarquia (Castela e Aragão), mas que, não obstante, daria às armas de Portugal o lugar de peça mais honrosa do escudo. Assim sendo, acabou por colocá-las no abismo do chefe, o ponto importante e digno do escudo.
Note-se que esta bandeira, no entanto, não é relativa a um país ou um estado. Representa isso sim, o poder de uma família real sobre os seus vários domínios europeus. Curiosamente ou não, a sua utilização em Portugal foi pouco expressiva, tendo apenas sido usada a bandeira armorial dos Habsburgos por ocasião das deslocações de Filipe II a Tomar e de Filipe III a Lisboa (1619). Subsistem ainda alguns exemplares das armas em espécimes numismáticos e em algumas peças de artilharia preservadas no Museu Militar e no Museu de Marinha.
Por outro lado, a bandeira dos Habsburgos da Espanha (a cruz vermelha aspada da Borgonha) torna-se co-oficial, juntamente com o pavilhão português, para efeitos de utilização marítima.
Contudo, em certas representações (de origem desconhecida) surge a bandeira adoptada por D. Sebastião rodeada por 16 ramos de oliveira (com dez pés visíveis e os seis restantes ocultos), dando particular realce ao escudo português. Assim, se a conservação das armas e bandeira nacional parece demonstrar o respeito dos monarcas filipinos pelos costumes e independência de Portugal, tal como acordado nas Cortes de Tomar, a presença dos elementos vegetais podem representar, consoante as teorias:
- alusão ao apelido Silva do Marquês de Alenquer, Vice-Rei de Portugal, com o objectivo de melhor distinguir, ao longe, a bandeira portuguesa da castelhana (também branca com as armas ao centro);[12]
- a alegria demonstrada pelo novo rei em obter o domínio de Portugal (ou, pelo contrário, a alegria das classes dirigentes portuguesas, encantadas com uma união que previam benéfica, sobretudo a nível económico);
- a relativa paz com que se fizera a junção da coroa de Portugal aos domínios dos Habsburgos (mau grado a batalha de Alcântara), ou o desejo do novo rei de que a paz voltasse a reinar célere em Portugal;
- ser um símbolo da vitória de Castela, demonstrando assim a conquista e submissão de Portugal. Esta interpretação parece pouco consistente, tendo em conta o esforço que D. Filipe II fez para pacificar o país e não ferir o seu orgulho;
- por fim, como Filipe II entrou em Elvas, a fim de se deslocar às Cortes de Tomar e aí ser jurado rei, em Dezembro de 1580, precisamente quando os camponeses festejavam a colheita das oliveiras, há também quem sugira que o novo monarca decidiu acrescentar à bandeira portuguesa aquele elemento vegetal em lembrança dessa viagem, ou então serem os ramos de oliveira um convite para o povo português se dedicar mais ao trabalho agrícola, tão descurado ao longo do século XVI.

Ao que parece, a dita bandeira terá sido adoptada em 1616.
- 2:3  Bandeira militar dos Habsburgos, utilizada pelas embarcações de guerra portuguesas em esquadras conjuntas.

3:2  Bandeira armorial dos Habsburgos: as armas de Portugal em ponto de honra, no abismo do chefe.
2:3 ? (putativa bandeira de 1616)[12]

## 1640a1667
Com a restauração da independência, isto é, com o fim do domínio da Dinastia Filipina, a bandeira permaneceu inalterada, excepto num pequeno detalhe estético — o regresso ao escudo português redondo. No essencial, esta foi a base da bandeira usada por Portugal até ao liberalismo. Durante o período considerado, foi também amplamente usada a bandeira da restauração, que era a bandeira da Ordem de Cristo com fundo verde.
Entretanto, o rei D. João IV, por decreto de 25 de Março de 1646, declara Padroeira do Reino Nossa Senhora da Conceição. Nessa altura teria agregado à bandeira nacional uma orla azul. Também teria usado uma bandeira com o campo totalmente azul.
No reinado de D. João IV as tropas empenhadas na Guerra da Restauração usam como estandarte de guerra, uma bandeira verde com a cruz de Cristo.

2:3 ? (1640)
2:3? (1646) Estandarte real de João IV
2:3 ? (1646) Estandarte real de João IV
1:1 ? (1640) Bandeira de guerra

## 1667a1707
Neste ano dá-se o golpe de estado que afasta do poder D. Afonso VI e coloca na regência do reino o seu irmão D. Pedro II, que procede a nova mudança na bandeira (pelos mesmos motivos que Afonso III, João I e Manuel I). A coroa real fechada com três arcos passa a ter cinco arcos visíveis, simbolizando assim um novo reforço da autoridade régia.
Por esta altura, a cor verde da Casa de Bragança, juntamente com a cor branca, eram já consideradas as cores do Reino, ou seja símbolos nacionais e não meramente reais. As cores verde e branca, além de serem usadas nas librés dos empregados da Casa Real, em uniformes de unidades militares e em outras insígnias, estavam também presentes em diversas bandeiras portuguesas.
D. Pedro II usou como estandarte pessoal uma bandeira de campo verde, tendo ao centro as armas reais. As unidades do Exército terão usado bandeiras e estandartes com o campo gironado de verde e branco. As embarcações mercantes usavam bandeiras verdes e brancas. Também é provável que tenha sido a partir do reinado de D. Pedro II que os navios de guerra portugueses tivessem passado a hastear uma flâmula verde e branca.
Por alvará de 25 de janeiro de 1692, o Rei D. Pedro II estabeleceu que o uso marítimo da bandeira com as armas reais ficaria reservado aos navios de guerra, passando a ser expressamente proibido o seu uso pelas embarcações mercantes portuguesas. Estas teriam de arvorar uma das outras bandeiras portuguesas. Apesar do alvará se focar na proibição do uso da bandeira com as armas reais e não em definir quais eram as "outras bandeiras portuguesas", as diversas cartas de bandeiras marítimas publicadas no final do século XVII mostram, para uso dos navios mercantes portugueses, uma bandeira com faixas verdes e brancas e outra branca com a cruz de cristo assente sobre a esfera armilar.
A partir de 1692, pode então considerar-se que a conhecida bandeira branca com as armas reais de Portugal passou claramente a ser não uma bandeira nacional de uso geral, mas apenas uma bandeira de Estado, com uso basicamente restrito ao âmbito militar, sendo essencialmente arvorada nos navios de guerra e nas fortalezas.

2:3 ? (1667)
2:3 ? (1667) Estandarte pessoal de D. Pedro II
2:3 ? (1667) Bandeira dos navios mercantes
Flâmula  naval
Bandeira marítima nacional de Portugal (séculos XVII e XVIII).

## 1707a1816
Com a subida ao trono de D. João V, as mudanças na bandeira são meramente cosméticas, atendendo apenas ao gosto da época barroca. A borda inferior passa a terminar em arco contracurvado (escudo dito francês) e é acrescentado um barrete púrpura à coroa real. Note-se, no entanto, a importância simbólica da cor púrpura, que é a cor imperial por excelência. A essa alteração não é talvez alheia à descoberta de ouro no Brasil, que possibilitou o financiamento de tantas das obras e de todo o fausto deste reinado, incluindo a atribuição, por parte do Papa, da dignidade de Patriarcado à cidade de Lisboa (1716) e a concessão do título de Sua Majestade Fidelíssima a el-rei D. João V e seus sucessores (1744).
O próprio D. João V teria usado as armas reais assentes num pavilhão vermelho/púrpura como seu estandarte pessoal. Este pavilhão tornar-se-ia no estandarte pessoal dos Reis de Portugal até 1910.
Em 1728, as cores verde e branca da libré da Casa Real são alteradas para o encarnado e azul. Esta alteração não tem impacto na bandeira das armas reais, que continua a ter o campo branco. A mudança das cores da libré da Casa Real no entanto faz com que as novas cores passem a ser consideradas um distintivo, pelo menos, real - se não mesmo nacional - substituindo gradualmente o verde e branco. Aparentemente, as bandeiras e estandartes das unidades militares acompanham esta mudança, passando a ostentar as cores vermelha e azul em campos gironados. Terá sido também por esta altura que a flâmula naval portuguesa deixa de ser verde e branca, passando a ser totalmente branca.
As diversas cartas de bandeiras marítimas, publicadas no século XVIII, apresentam várias bandeiras nacionais em uso nos navios portugueses. Para além da bandeira das armas reais, as cartas de bandeiras indicam também em uso pelos navios de guerra portugueses, uma "bandeira de guerra", branca com um escudo de vermelho e cruz de prata, coroado com a coroa real. Relativamente às bandeiras para os navios mercantes, além das bandeiras com faixas verdes e brancas já em uso no século XVII, são também representadas uma bandeira branca com a esfera armilar dourada, uma idêntica mas com a esfera armilar vermelha, uma com a esfera armilar vermelha acompanhada no lado da tralha pelas armas de Portugal e do lado do batente pela imagem de um monge e uma outra com faixas diagonais vermelhas, azuis e brancas, tendo uma cruz preta assente sobretudo e uma cruz branca no cantão. Aparentemente, cada uma destas bandeiras seria usada num âmbito específico. As modernas teorias apontam, por exemplo, que a bandeira com a esfera armilar de ouro seria usada no âmbito da navegação para o Brasil.
No reinado de D. Maria I, aparentemente, generaliza-se o uso da bandeira branca com as armas reais a todas as embarcações portuguesas, caindo em desuso as restantes bandeiras até aí usadas pelos navios mercantes. No entanto, algumas cartas de bandeiras ainda apresentam a bandeira com listas verdes e brancas como o distintivo arvorados pelas embarcações costeiras portuguesas.
Pelo Decreto de 7 de janeiro de 1797, o Príncipe Regente D. João estabelece que o laço usado nos chapéus dos funcionários da Casa Real e dos militares passe a ser o azul e escarlate do libré real. O mesmo decreto também estabelece que o fiador das espadas dos oficiais militares passe a ser de encarnado e ouro, com borlas de azul e prata. A partir deste decreto, as cores vermelha e encarnada ficam claramente definidas como as cores distintivas reais, passando também a ser assumidas como as cores nacionais portuguesas. Este decreto, no entanto, também não tem impacto na bandeira, que continua a ter o campo branco com as armas reais ao centro.
As bandeiras das unidades militares já ostentavam as cores azul e vermelha, continuando a ostentá-las. O plano de uniformes para o Exército de 19 de maio de 1806 define que as bandeiras principais dos regimentos incluiriam, além das cores azul e vermelha, também as cores amarela e branca, tendo ao centro as armas reais.
Em termos meramente estéticos, à medida que nos aproximamos do final do século XVIII, o formato exterior do escudo torna-se mais intrincado e complexo, de acordo com os padrões artísticos da época, influenciados pelo rococó. A evolução dos gostos da época levaram a que, no início do século XIX, as armas reais passassem a ser frequentemente representadas nas bandeiras com um escudo redondo ou oval. Não existem no entanto alterações de cariz heráldico.
Durante a Guerra Peninsular, as cores azul e vermelha consagram-se como cores nacionais, sendo ostentadas pela população como demonstração de patriotismo.

2:3 ? (1706)
2:3 (1706) Bandeira rodeada pelo colar da Ordem de Cristo
2:3 ? Bandeira náutica
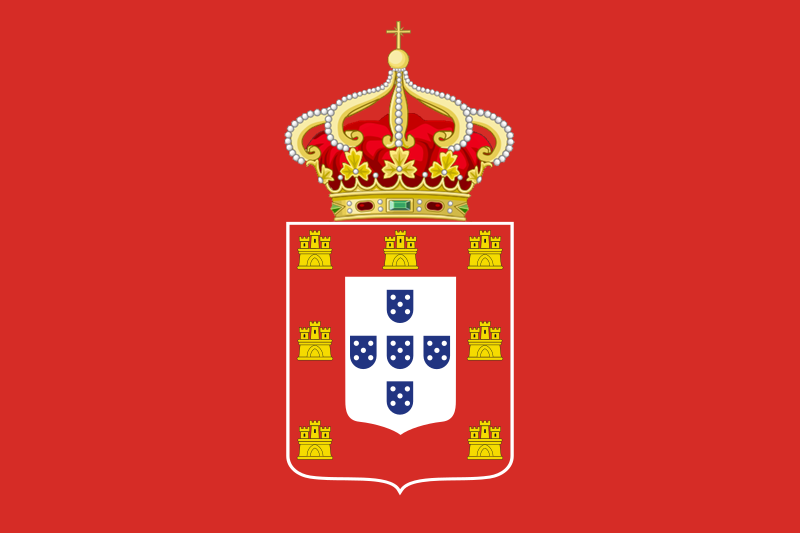
2:3  Estandarte pessoal de D. João V
2:3 ? (segunda metade do século XVIII)
Flâmula

## 1816a1826

2:3 ?
Bandeira do Reino Unido de Portugal, Brasil e Algarves, introduzida em 1816 e usada em Portugal até 1826

Por decreto do príncipe regente D. João, assinado em 16 de Dezembro de 1815, o então Estado do Brasil foi elevado à condição de Reino dentro da Monarquia Portuguesa. O conjunto da Monarquia Portuguesa passou então a ter a designação oficial de  Reino Unido de Portugal, Brasil e Algarves.
A mudança do estatuto do Brasil levou à alteração nas armas reais, sancionada por carta de lei de 13 de março de 1816 do agora Rei D. João VI. Ao Reino do Brasil foi concedida por armas uma esfera armilar de ouro em campo de azul, formalizando-se assim um emblema já usado no Brasil desde o século XVII. Recuperou-se, assim, um velho símbolo associado à imagética imperial manuelina para representar o novo reino. A esfera armilar era representada com cinco meridianos visíveis (em contraste com a esfera das modernas armas de Portugal onde só um meridiano central é representado). As armas do conjunto do Reino Unido passaram a ser o escudo português assente sobre a esfera armilar de ouro em campo azul, tendo sobreposta a coroa real. Estas novas armas representavam assim os três reinos constituintes do Reino Unido, recuperando-se a lenda de que a bordadura de castelos do escudo português representava o Reino do Algarve e as quinas apenas o Reino de Portugal, sendo o Reino do Brasil representado pela esfera armilar.
A referida carta de lei definia que as novas armas do Reino Unido de Portugal, Brasil e Algarves passassem também a ser ostentada nas bandeiras. A bandeira de arvorar continuou a ter o campo branco, mas agora com as novas armas ao centro. As bandeiras e estandartes das unidades militares aparentemente também teriam mantido o mesmo campo, mas ostentando as novas armas do Reino Unido.
As armas nacionais, que consistiam no escudo português envolvido pelo colar da Ordem de Cristo e por dois grifos passou inclusivamente a ter três grifos, simbolizando o novo reino do Brasil integrado na Coroa Portuguesa.
Na sequência da revolução liberal de 1820, são estabelecidas as Cortes Constituintes. Na sessão de 14 de agosto de 1821, o deputado Manuel Gonçalves de Miranda propõe a substituição das cores vermelha e azul do laço nacional pelas cores verde e amarela. Esta substituição é justificada pela conveniência de distinguir as cores nacionais das cores do libré da Casa Real. A substituição de cores é aprovada pelas Cortes, mas são preferidas as cores azul e branca propostas pelo deputado Francisco Trigoso e justificadas por este como sendo as cores azul e branco, cores do escudo português desde D. Afonso Henriques. Assim, pelo Carta de lei de 23 de agosto de 1821 é revogado o Decreto de 7 de janeiro de 1796 e adotado um laço nacional nas cores azul e branca, de uso obrigatório para os militares e empregado públicos e uso facultativo para os restantes civis.
A alteração das cores nacionais para azul e branco também não teve impacto na bandeira, que continuou a ser branca com as armas do Reino Unido de Portugal, Brasil e Algarves ao centro. Aparentemente, as únicas bandeiras que passaram ter um campo nas cores azul e branca foram as estabelecidas para as unidades da nova Guarda Nacional.
Entretanto, na sequência da Vilafrancada e da consequente restauração do regime absolutista, pela Carta de Lei de 18 de junho de 1823 é restabelecida a legislação antiga sobre laço nacional, voltando o mesmo a ser das cores azul e vermelha. Esta alteração também não tem impacto nas bandeiras.

## 1826a1830–1834

2:3 ?
Bandeira do Reino de Portugal (1826-1830).

Jaque

Com o reconhecimento da independência do Brasil em 1825,  dissolvendo-se formalmente o Reino Unido de Portugal Brasil e Algarves, e após a morte de D. João VI, em março de 1826, voltou-se à antiga expressão da bandeira, apenas com o escudo português coroado, já não assentando sobre a esfera armilar. Com efeito, não fazia sentido manter nas armas nacionais um símbolo que representava um país agora independente.
No reinado de D. Miguel I, os navios de guerra portugueses teriam passado a hastear, à proa, um jaque branco com uma orla vermelha e as armas reais ao centro. Até então, a bandeira de popa dos navios de guerra era idêntica à bandeira de popa.
Com o deflagrar da Guerra Civil, a bandeira branca com as armas reais, bem como as cores vermelha e azul, mantêm-se como os distintivos nacionais em uso pelos miguelistas. No entanto, deixam de ser reconhecidos pelos liberais a partir de 1830, quando os mesmos restabelecem as cores azul e branca como cores nacionais, restaurando o seu uso no laço nacional e, para além disso, também as incorporando na nova bandeira nacional, que passa a ser bipartida de azul e branco, com as armas nacionais ao centro. A bandeira de fundo branco e as cores azul e vermelha, continuarão a ser usadas em território controlado pelos miguelistas até à sua capitulação final em 1834.
Em virtude do seu uso pelas diferentes fações antagonistas, a bandeira e as cores azul e branca por um lado e a bandeira branca e as cores azul e vermelha por outro, são também consideradas cores políticas, representando o liberalismo e o miguelismo, respetivamente.

## 1830a1910

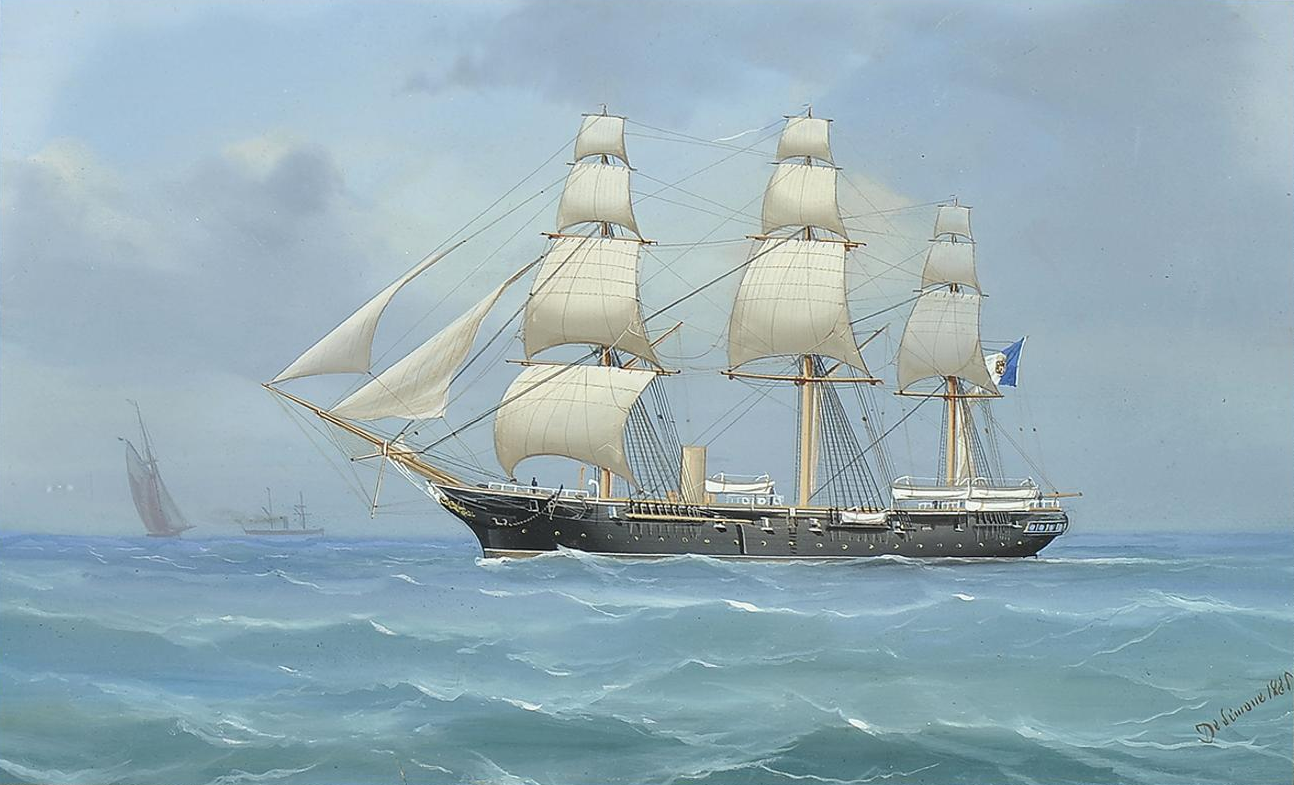
Pintura de Antonio de Simone que retrata um veleiro com pavilhão português em 1885.

A última bandeira nacional durante o regime monárquico foi estabelecida pelo Decreto de 18 de outubro de 1830, emitido pelo Conselho de Regência em nome da Rainha D. Maria II, Conselho esse que se achava exilado na Ilha Terceira, no quadro da guerra civil de 1832–1834.

«Tendo o governo que usurpou o throno de Sua Majestade Fidelíssima usurpado tambem as côres que tinham guiado para a victoria as tropas portuguezas, sempre distinctas pelo seu valor e lealdade, e sendo necessarias hoje novas insignias que distingam os portuguezes que permaneceram fieis no caminho da honra daquelles que tiveram a desgraça de seguir o partido da usurpação: manda a Regencia, em nome da Rainha, que, de ora em deante, a bandeira portugueza seja bipartida verticalmente em branco e azul, ficando o azul junto da haste e as armas reaes, collocadas no centro da bandeira, a metade sobre cada uma das côres; e manda, outrosim, a Regencia, em nome da mesma Senhora, que nos laços militares do real exercito e armada se usem as mesmas côres azul e branca com a mesma fórma do laço actualmente em uso e occupando a côr branca a parte exterior e centro do mesmo; e confia a Regencia em que todos os leaes portuguezes, tanto dentro, como fóra do Reino, se apressarão a reunir-se debaixo destas insignias, para a restauração de sua legitima soberana e sustentação da Carta Constitucional da Monarchia. O ministro e secretario d'Estado assim o tenha entendido e expeça para a sua execução as ordens necessarias. Palacio do Governo, em Angra, 18 de outubro de 1830
— Marquez de Palmella — Conde de Villa Flor, José Antonio Guerreiro — Luiz da Silva Mousinho d'Albuquerque.»

Este decreto refere-se à bandeira nacional como "bandeira portuguesa" e define que, de então em diante, a mesma fosse bipartida verticalmente em branco e azul, ficando o azul junto da haste e as armas reais, colocadas no centro da bandeira, a metade sobre cada uma das cores. O branco e o azul tinham sido adoptados como cores nacionais por decreto das Cortes Gerais da Nação de 22 de Agosto de 1821, na sequência da revolução liberal do ano anterior. No entanto, as cores tinham sido apenas aplicadas aos laços nacionais, mantendo-se a bandeira nacional com a mesma ordenação, com o campo totalmente em branco.
Reza a tradição que a primeira bandeira azul e branca teria sido bordada pela própria D. Maria II e trazida para o continente pelos "Bravos do Mindelo", quando desembarcaram nas proximidades de Vila do Conde para conquistarem o Porto, onde viriam a ficar sitiados ao longo de mais de um ano.
Até à vitória liberal na Guerra Civil, a bandeira azul e branca apenas foi usada no território controlado pelos liberais. No território controlado pelos miguelistas, manteve-se em uso a bandeira de fundo totalmente branco. Com a vitória liberal em 1834, a bandeira azul e branca torna-se na única bandeira nacional em uso em Portugal.
Apesar da relação entre o comprimento da cor azul e o da cor branca na bandeira estar definida como 1:1, nas bandeiras de uso naval o comprimento do pano branco seria superior ao do pano azul, chegando à relação de 1:2. A Ordenança Geral da Armada de 1896 admite que o pano branco tenha tolerância de 1/9 do comprimento total a mais do que o pano azul.
Com a nova bandeira, foram também introduzidos um novo jaque e uma nova flâmula para os navios de guerra. O primeiro, tinha fundo branco, com uma orla azul e as armas nacionais ao centro. A flâmula era azul do lado da tralha e branca do lado do batente.
Uma bandeira idêntica ao antigo jaque em uso durante o regime miguelista (branco, com uma orla vermelha e as armas nacionais ao centro) foi usada como a bandeira de pilotos.
Para além destas bandeiras, continuaram a ser usados estandartes reais como distintivos privativos do Monarca. Enquanto regente em nome da sua filha, D. Pedro IV teria usado um estandarte imperial de formato retangular, cujo campo era totalmente ocupado pelo campo do escudo de Portugal. A Rainha D. Maria II e os Monarcas que lhe sucederam usaram estandartes reais de campo vermelho, com as armas reais ao centro.

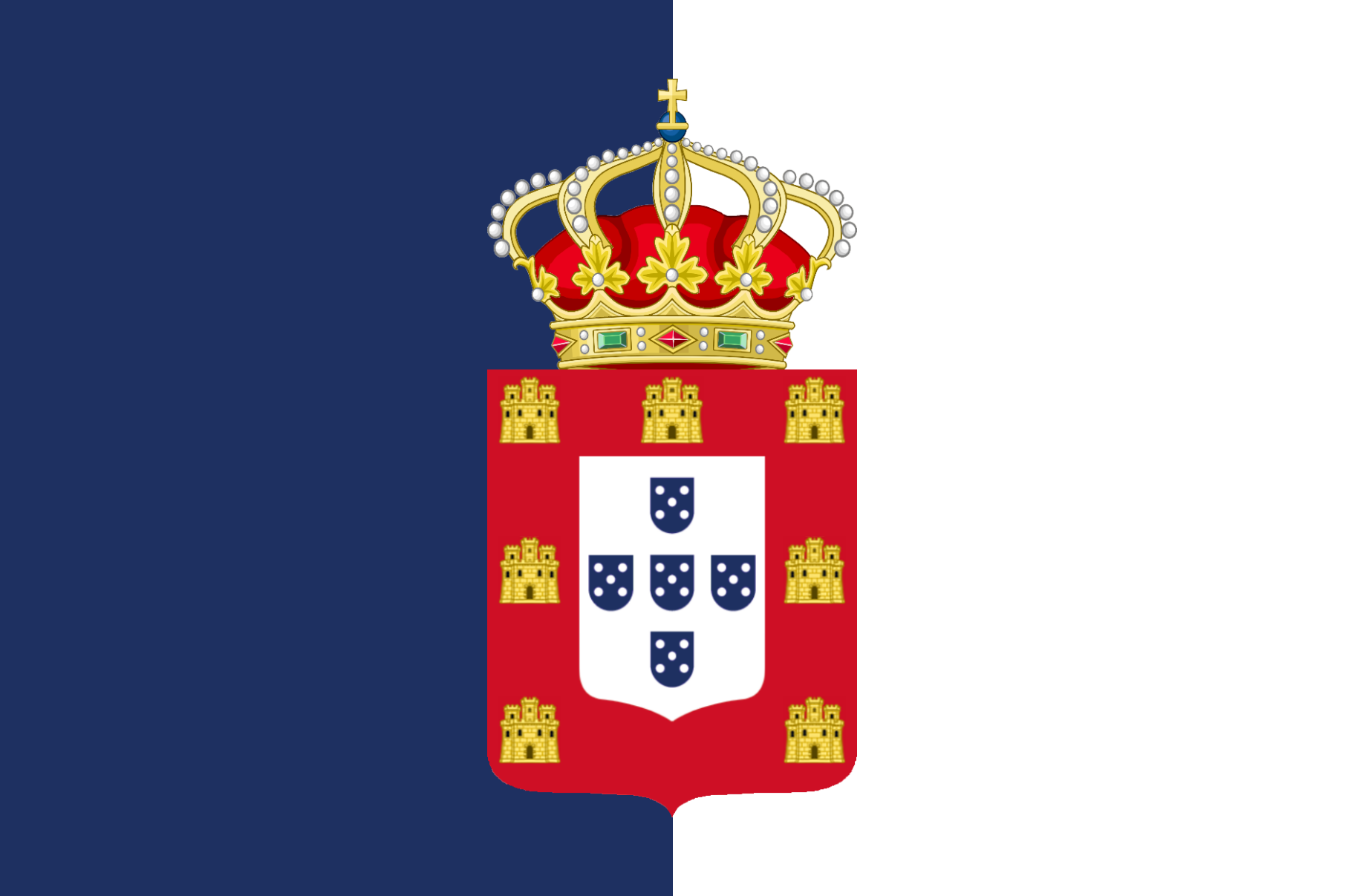
2:3  (1830)
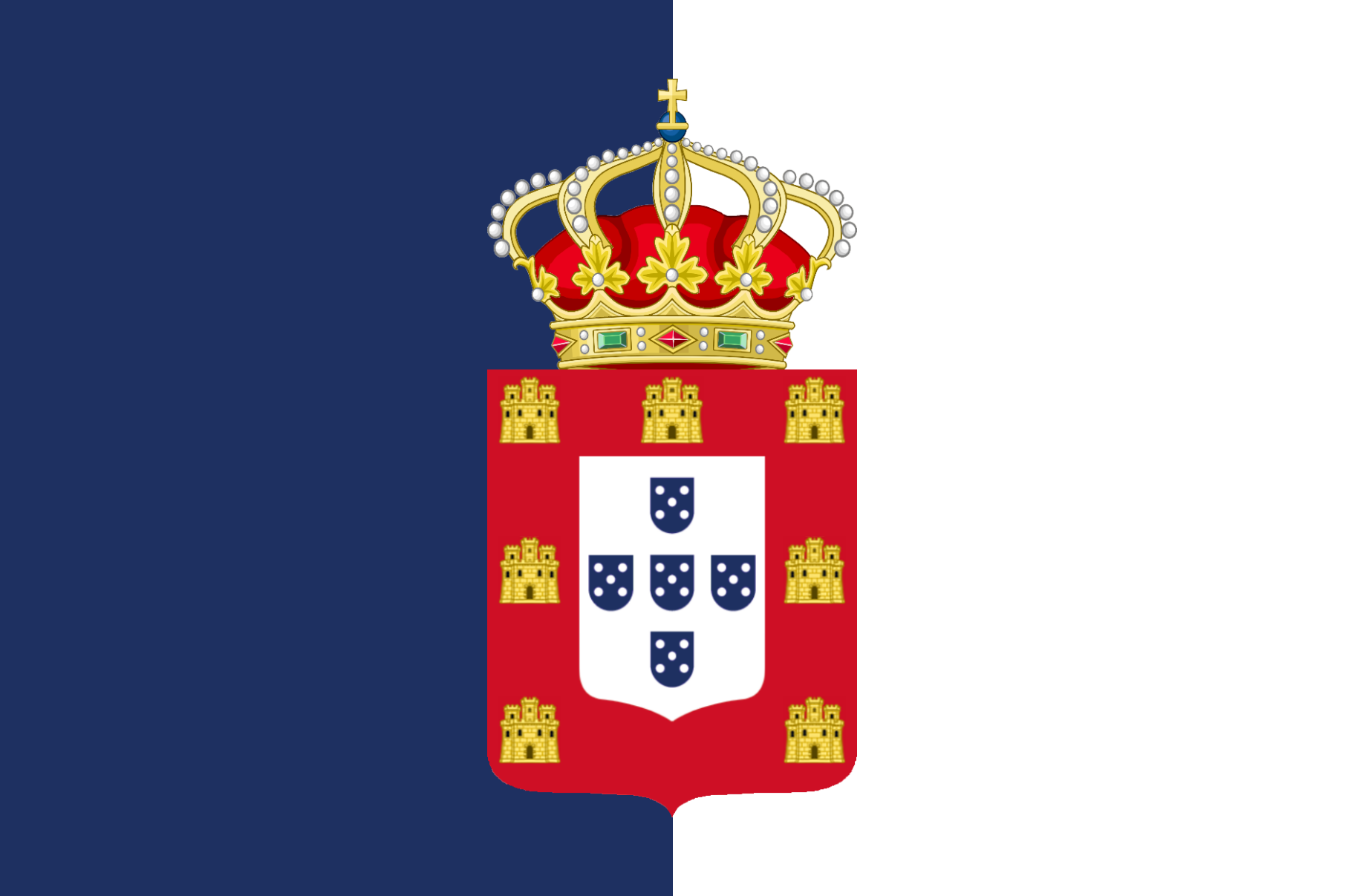
2:3  (1830)
Jaque naval (1830)
Bandeira piloto (1828)
Flâmula (1833)
Estandarte imperial de D. Pedro IV
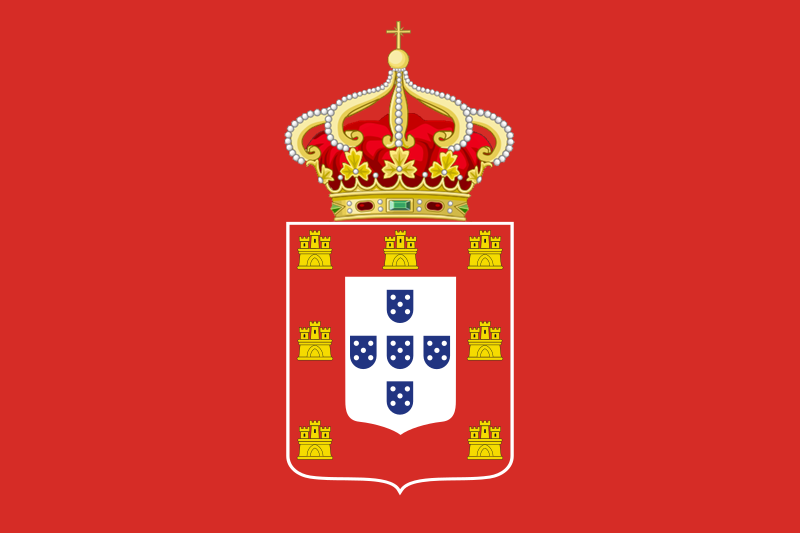
Estandarte real a partir de D. Maria II
Estandarte Real, usada por D. Pedro V
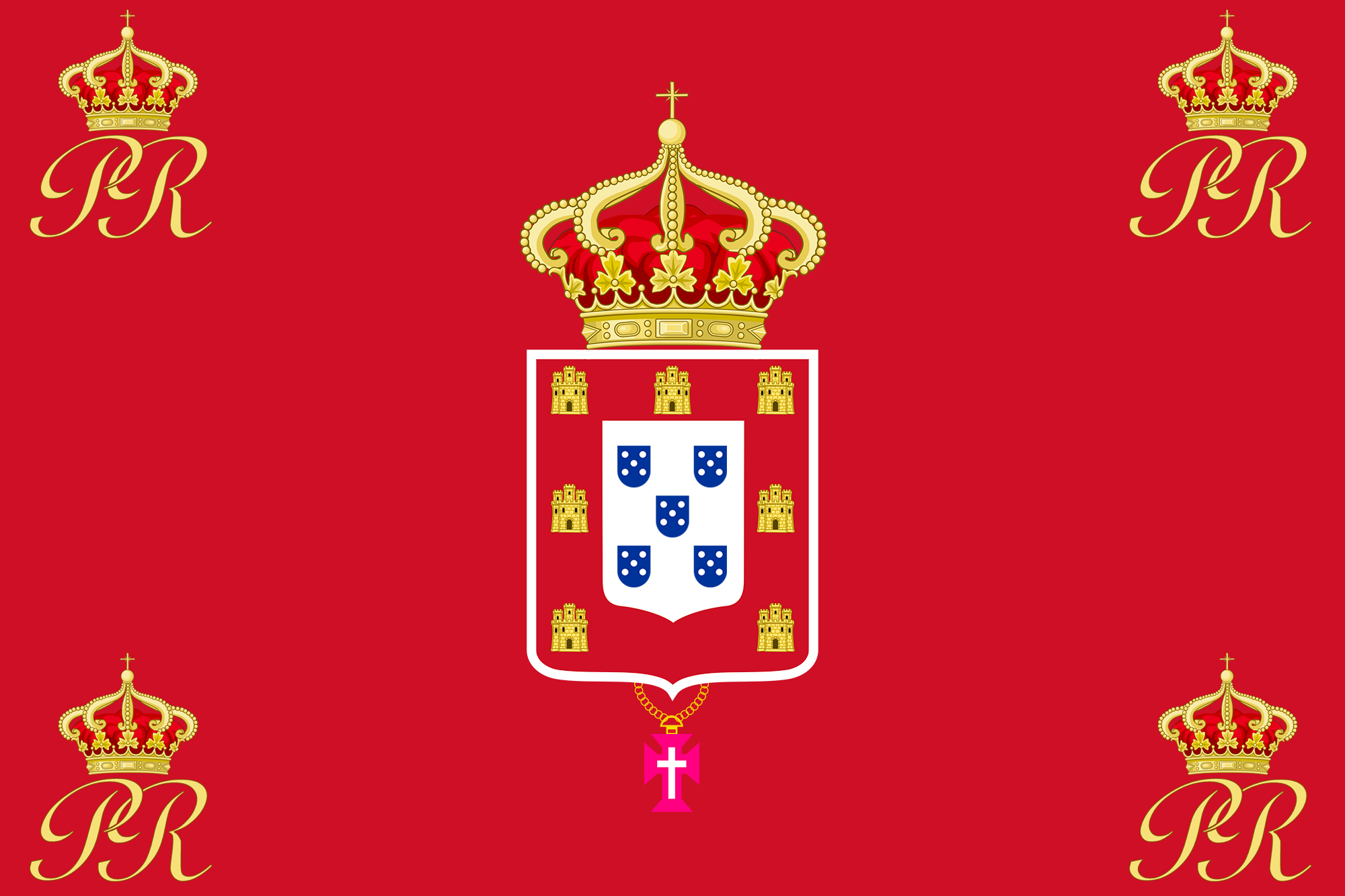
Variante do Estandarte Real, usada por D. Pedro V

## Desde1910
Logo após a Implantação da República Portuguesa, a 5 de outubro de 1910, as autoridades do novo regime ordenaram que a então Bandeira Portuguesa fosse arriada e provisoriamente substituída por bandeiras com as cores verde e vermelha.
A 15 de outubro de 1910, o Governo Provisório da República Portuguesa decretou a criação de uma Comissão para apresentar um projeto de uma nova bandeira nacional. A Comissão era composta pelo escritor e político Abel Botelho, pelo pintor Columbano Bordalo Pinheiro, pelo oficial da Armada António Ladislau Parreira, pelo oficial do Exército José Afonso de Pala e pelo jornalista e político João Chagas.
Deu-se então início a um grande debate que opôs a fação que defendia a manutenção das cores tradicionais azul e branca, retirando-se apenas os símbolos da Monarquia (coroa real) e a fação que defendia a adopção das cores verde e vermelha do Partido Republicano Português e da organização para-maçónica Carbonária. Foram apresentadas inúmeras propostas para o desenho da nova bandeira, entre as quais se incluíam versões com as cores azul e branca, versões com as cores verde e vermelha e também versões mistas incluindo as cores azul, branca, verde e vermelha. Muitos dos republicanos - liderados pelo conhecido poeta Guerra Junqueiro, que apresentou uma proposta própria - defendiam a manutenção das cores azul e branca, considerando que as mesmas eram as autênticas cores nacionais e não monárquicas. No entanto, a proposta escolhida acabou por ser uma bandeira com o campo verde e vermelho, cores associadas à república desde a revolta de 31 de janeiro de 1891. O modelo de bandeira escolhido era baseado na bandeira que Machado Santos arvorou na Rotunda e na que foi arvorada pelo cruzador Adamastor durante a revolução republicana. O desenho final escolhido é elaborado por Columbano Bordalo Pinheiro, João Chagas e Abel Botelho.
Curiosamente, ao arrepio das cores azul e branca que haviam sido escolhidas, pelos deputados constituintes liberais em 1821, para cores especificamente nacionais e distintas das então cores reais azul e vermelho, os republicanos acabaram por inconscientemente escolher duas cores estreitamente associadas ao regime deposto, uma vez que o verde era a cor distintiva da Casa de Bragança e o vermelho era a cor distintiva dos Reis de Portugal (sendo a cor principal dos estandartes reais e dos librés dos empregados da Casa Real).
O modelo escolhido pela Comissão é aprovado pelo Governo Provisório a 29 de novembro de 1910. Aprovado o modelo, o Governo ordenou desde logo à Cordoaria Nacional que fossem confeccionadas bandeiras em larga escala, para que fossem arvoradas por todo o país no feriado do 1º de dezembro seguinte, o qual havia sido solenizado como Festa da Bandeira Nacional por decreto de 22 de novembro de 1910. É também ordenada à Imprensa Nacional a  publicação do álbum Bandeira Nacional, onde é apresentado o modelo escolhido, com a descrição dos pormenores técnicos aos quais deviam obedecer os desenhos da bandeira nacional, da bandeira regimental, do jaque, do selo branco e dos emblemas dos diversos ministérios, acompanhados pelas correspondentes ilustrações explicativas a cores.
A nova bandeira nacional foi sancionada pela Assembleia Nacional Constituinte, na sua sessão de abertura, através do decreto de 19 de junho de 1911, publicada no Diário do Governo n.º 141, de 20 de junho. A regulamentação deste diploma legal foi publicada no Diário do Governo n.º 150, de 30 de junho de 1911. Com esta regulamentação, para além das especificações da bandeira nacional, foram também defidos os modelos das bandeiras das diferentes unidades militares (bandeiras regimentais), do jaque dos navios de guerra, da flâmula dos mesmos e das armas nacionais.
Por decreto de 23 de setembro de 1911, foram alterados os distintivos para arvorar nos navios de guerra, constantes do Título V da Ordenança Geral da Armada. Foi estabelecida a bandeira nº 1 como  distintivo do Presidente da República, a qual era idêntica à bandeira nacional, mas com o campo totalmente em verde. Esta bandeira passou a ser usada também como estandarte presidencial em terra.
Apesar das diversas mudanças de regime que ocorreram durante a república, os sucessivos governos republicanos nunca alteraram o modelo da bandeira.

Bandeira nacional
Bandeira das unidades militares
Jaque
Flâmula
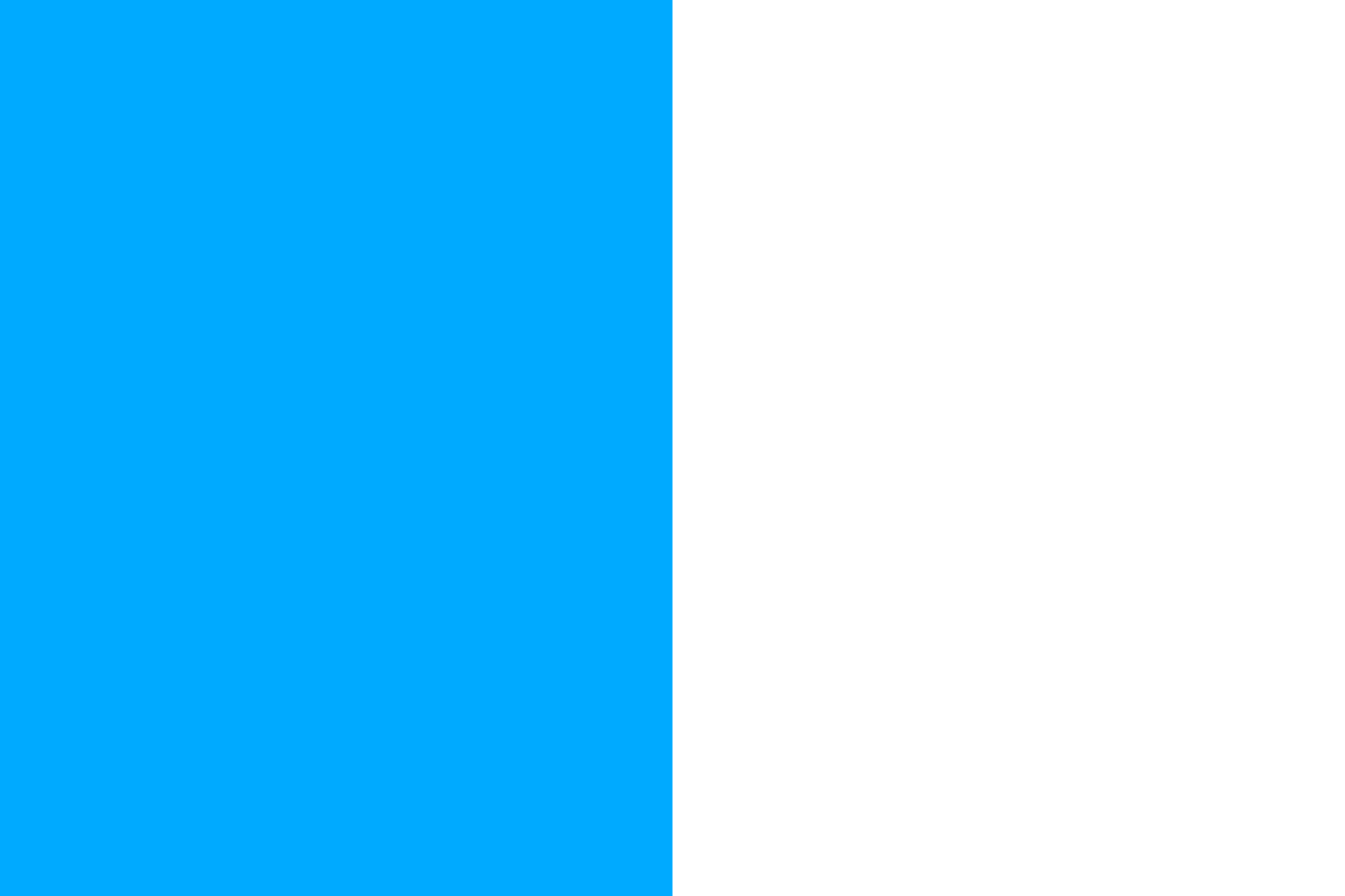
Bandeira piloto (1917-1929)